# Parakantugu
Parakantugu is een bestuurslaag in het regentschap Cianjur van de provincie West-Java, Indonesië. Parakantugu telt 4231 inwoners (volkstelling 2010).